# Chinasat 6B
O Chinasat 6B, também conhecido por Zhongxing 6B (ZX-6B), é um satélite de comunicação geoestacionário chinês construído pela Alcatel Alenia Space. Ele está localizado na posição orbital de 115,5 graus de longitude leste e é operado pela China Satcom. O satélite foi baseado na plataforma Spacebus-4000C2 e sua expectativa de vida útil é de 15 anos.

## Lançamento
O satélite foi lançado com sucesso ao espaço no dia 05 de julho de 2007, por meio de um veiculo Longa Marcha 3B lançado a partir do Centro Espacial de Xichang, na China. Ele tinha uma massa de lançamento de 4 600 kg.

## Capacidade e cobertura
O Chinasat 6B é equipado com 38 transponders de banda C para fornecer serviços de voz e de vídeo para a região da Ásia-Pacífico e Oceania.